# Joseph Gallus Rittenberg
Joseph Gallus Rittenberg (* 24. Juni 1948 in Linz) ist ein österreichischer Fotograf, Bühnenbildner und Maler.

## Werdegang
Rittenberg ist in  Gallneukirchen aufgewachsen und lebt seit 1977 in München. Seine Fotografien sind unter anderem in Berlin, Paris, Wien und New York auf Ausstellungen gezeigt und seit den 1980er Jahren auch in Zeitschriften (z. B. Süddeutsche, Die Zeit und der Spiegel) veröffentlicht worden. Zu den Schwerpunkten seiner Arbeit gehören Porträts. Bekannt wurden etwa seine Fotografien der Schriftsteller Thomas Bernhard und Werner Schwab, Friederike Mayröcker und Ernst Jandl. 1993 stellte er im Kunstverein Ingolstadt aus.

## Privates
Rittenbergs Mutter ist die Zeitzeugin Hanni Rittenschober (* 1921), deren Leben in einem 2020 uraufgeführten Theaterstück von Franzobel gewürdigt wurde.

## Veröffentlichungen
- Terra obscura, Vermessung einer Persönlichkeit, Cadolzburg: ars vivendi, 1998
- Bilder aus anderen Umständen, Weitra: Bibliothek der Provinz, 1993